# Odontocera apicalis
Odontocera apicalis är en skalbaggsart som först beskrevs av Johann Christoph Friedrich Klug 1825.  Odontocera apicalis ingår i släktet Odontocera och familjen långhorningar.
Artens utbredningsområde är Uruguay. Inga underarter finns listade i Catalogue of Life.